# Cavazzo Carnico
Cavazzo Càrnico (furlanisch Cjavaç) ist eine Gemeinde in der italienischen Region Friaul-Julisch Venetien in Friaul mit 954 Einwohnern (Stand 31. Dezember 2023).

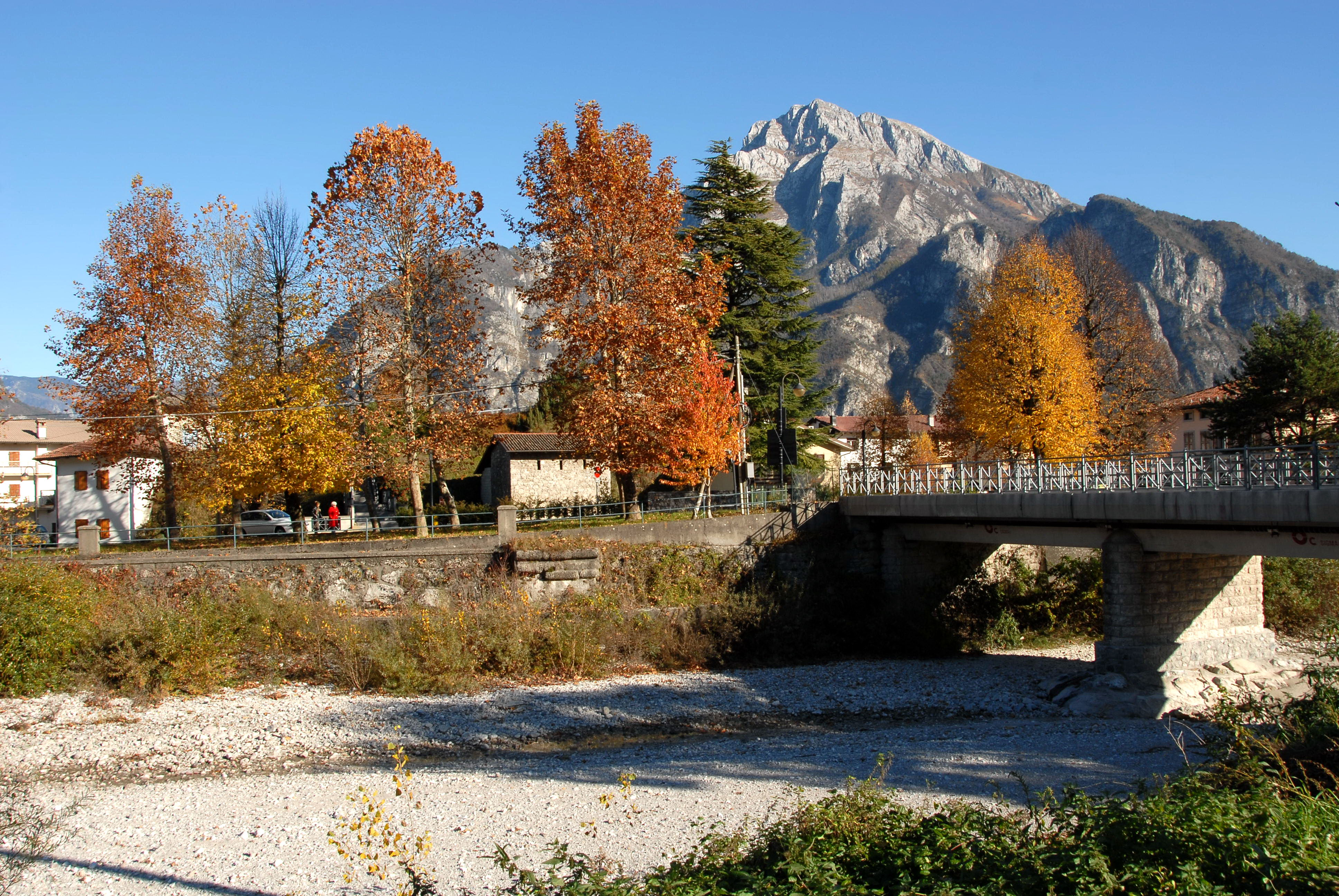
Monte Amariana, von Cavazzo Càrnico aus gesehen, im Vordergrund das leere Bett des Sturzbaches Faéit

## Geografie

### Geografische Lage
Die Gemeinde liegt am westlichen Fuß des Berges Festa (1055 m) sowie am nordöstlichen Ausläufer des Bergmassivs Faéit mit der Cima Faroppa (1403 m), während sich im Norden jenseits des Flusses Tagliamento die Dolomit-Pyramide des Berges Amariana (1905 m) erhebt. Die Südgrenze des Gemeindegebiets bildet der Cavazzo-See („See der Drei Gemeinden“).

### Nachbargemeinden

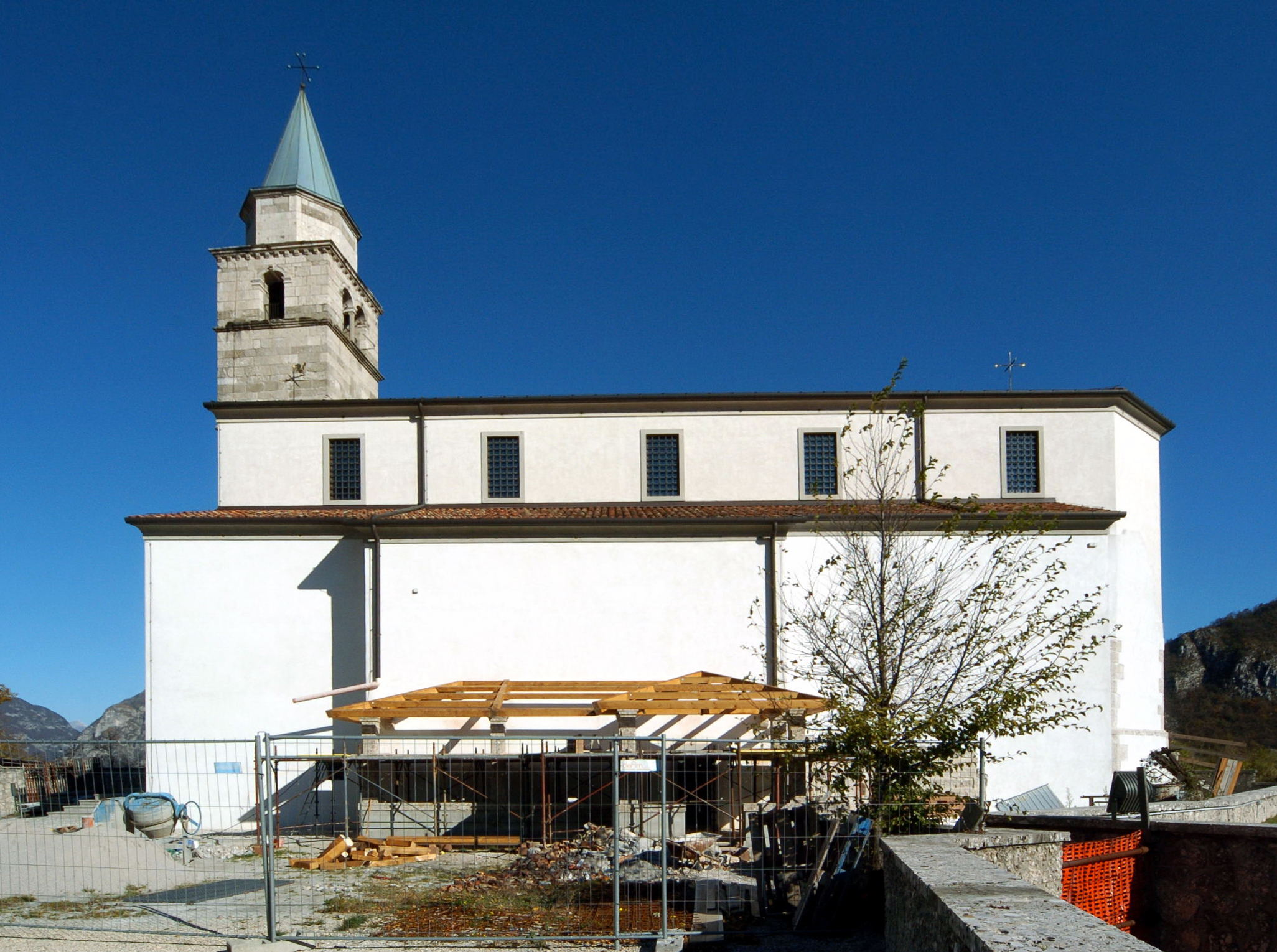
Pfarrkirche zum Heiligen Stephanus in Cesclans

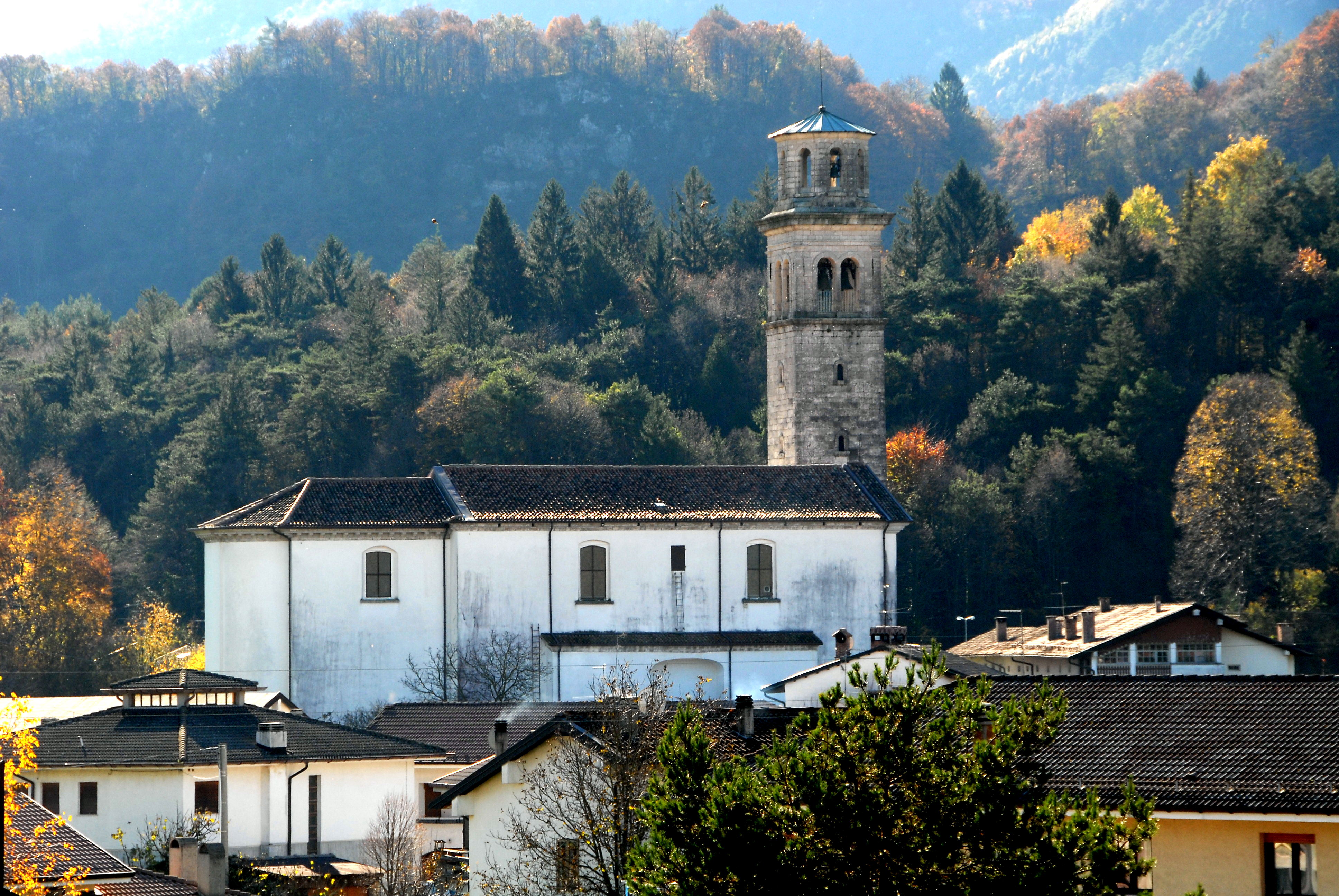
Kirche zum Heiligen Daniel (Chiesa di San Daniele)

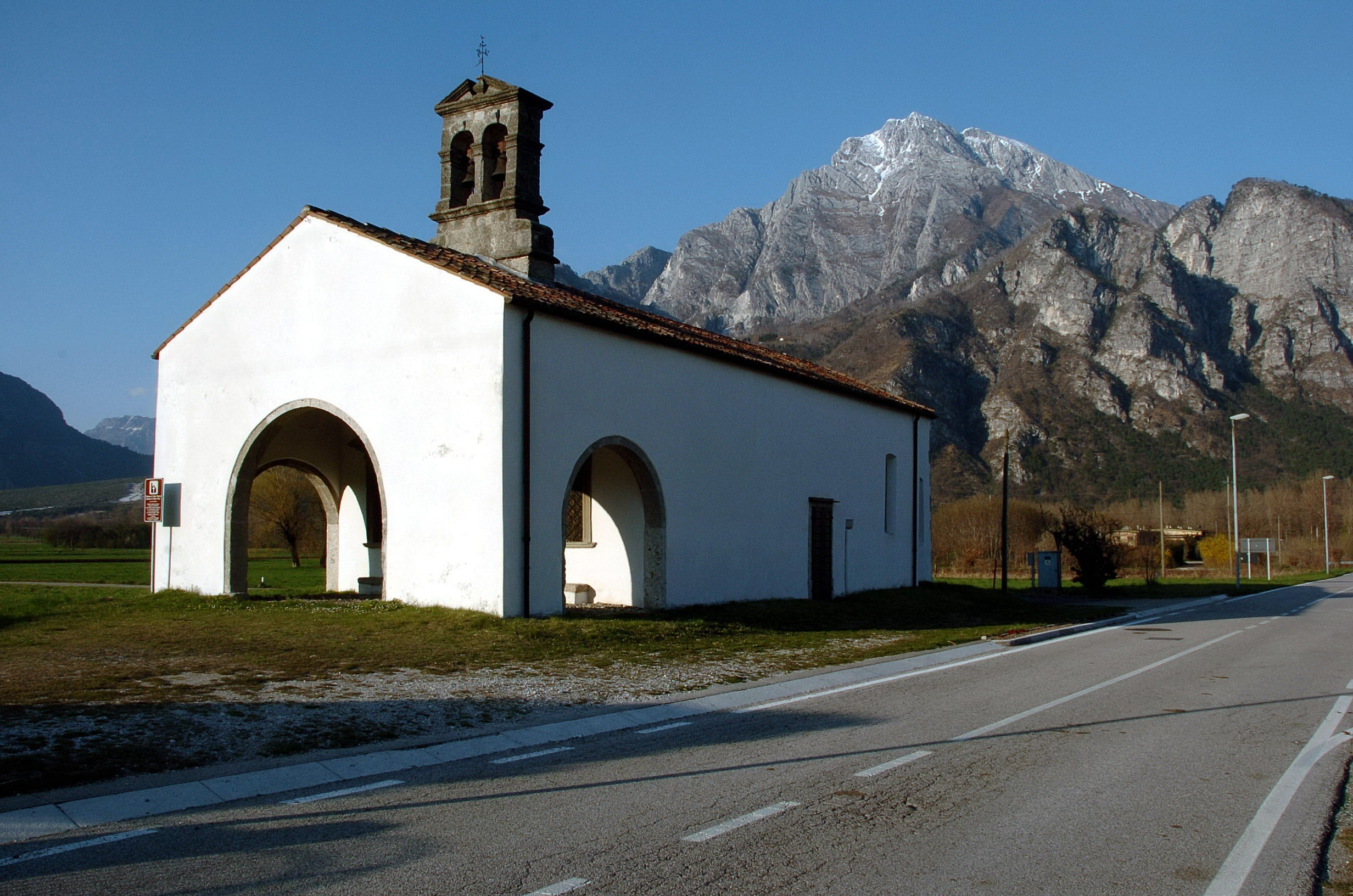
Kirche San Rocco aus dem 16./17. Jahrhundert

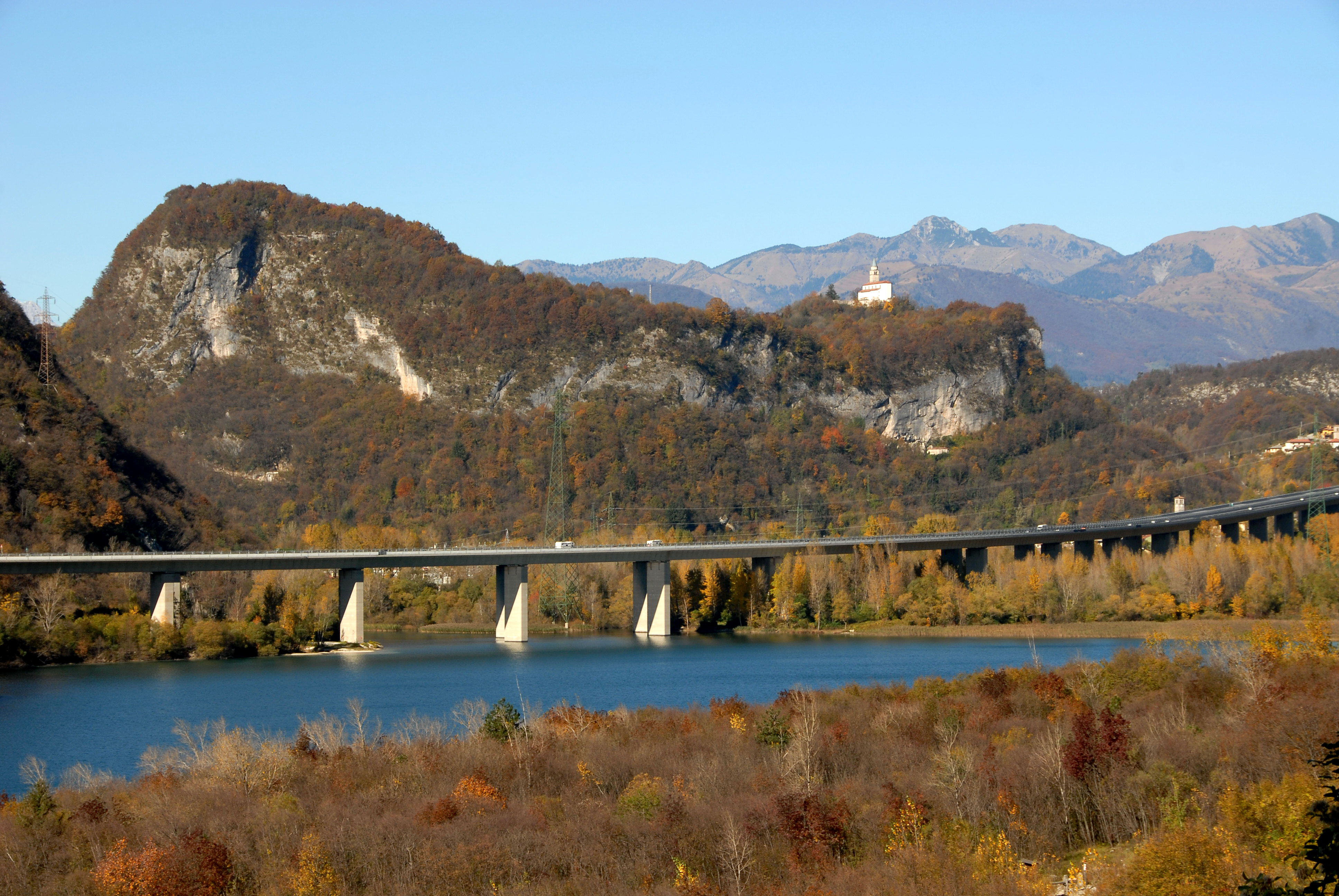
Cavazzo-See mit Autobahn A23 und der Pfarrkirche Sankt Stephanus auf dem Felsplateau

| Tolmezzo    | Amaro                                       | Amaro   |
| Verzegnis   | Kompassrose, die auf Nachbargemeinden zeigt | Venzone |
| Vito d’Asio | Trasaghis                                   | Bordano |

## Sehenswürdigkeiten

### Religiöser Bereich
- Die alte Pfarrkirche zum Heiligen Stephanus (Pieve di Santo Stefano) im Ortsteil Cesclans bestimmt das Erscheinungsbild der Gemeinde. Beim Verlassen des vorletzten Tunnels der A23 auf der Fahrt in den Süden sticht dem Reisenden rechter Hand dieses sich auf einem Felsen über dem Cavazzo-See harmonisch in die Berglandschaft einfügende sakrale Bauwerk ins Auge. Nach den Schäden des Erdbebens von 1976 wurde das Bauwerk wieder aufgebaut und im Zuge dessen wurden in den drei Jahren zwischen 1993 und 1996 vor Ort auch archäologische Untersuchungen durch F. Piuzzi durchgeführt. Die Studien förderten zu Tage, dass „man zumindest ab dem 7. Jahrhundert noch nicht von der Pfarrkirche von Cesclans sprechen kann“. Das Bauwerk der ersten Kirche war definitiv von Burgmauern umgeben, mit einem wuchtigen Glockenturm, den man um das 8. bis 9. Jahrhundert datieren kann. Letztere Umarbeitungen wurden zwischen dem 15. und 16. Jahrhundert mit dem Pferd erledigt und im Jahre 1777 nahm das Bauwerk die heute bekannte Erscheinungsform an.

- Unter den anderen Gotteshäusern ist die aus dem 18. Jahrhundert stammende Kirche zum Heiligen Daniel (Chiesa di San Daniele) hervorzuheben, die in ihrem Inneren wertvolle venezianische Einrichtungsgegenstände aufbewahrt, unter denen die Gemälde von Tintoretto und Bassano aus dem 17. Jahrhundert hervorzuheben sind. Bemerkenswert die Deckenmalereien im Kirchenschiff, die im Jahre 1981 von der Oberaufsicht restauriert wurden, in den Darstellungen die Auferstehung Christi, Madonna mit dem Kind und die Heiligen Antonius und Rochus, Habakuk geleitet vom Engel, der die Speise dem Daniel in der Löwengrube bringt, ausgeführt im Jahre 1798 von C. Boldi aus Tarcento.

- Erwähnenswert ist die Kapelle zum Heiligen Rochus (Chiesetta di San Rocco); das im 16. Jahrhundert gegründete Bauwerk bewahrt einen hölzernen Hochaltar aus dem 18. Jahrhundert, der von Gerolamo Comuzzo geschaffen wurde.

### Natürlicher Bereich
- Der Cavazzo-See, auch unter der Bezeichnung „See der drei Gemeinden“ bekannt, ist der größte Natursee von Friaul-Julisch Venetien.
- Der Berg Monte Festa mit seinem Bollwerk aus dem Ersten Weltkrieg.